# Hewson-Gletscher
Der Hewson-Gletscher ist ein 24 km langer Gletscher in der antarktischen Ross Dependency. In der Königin-Alexandra-Kette fließt er in nordöstlicher Richtung zum Beardmore-Gletscher, den er nördlich des Cloudmaker erreicht. 
Benannt wurde er während einer von 1961 bis 1962 durchgeführten Kampagne im Rahmen der New Zealand Geological Survey Antarctic Expedition nach dem Landvermesser und Expeditionsteilnehmer Ronald William Hewson.